# Operacje otwartego rynku
Operacje otwartego rynku – jeden z instrumentów polityki pieniężnej banku centralnego służący regulowaniu ilości pieniądza w obiegu. Operacje otwartego rynku polegają na zakupie lub sprzedaży papierów wartościowych oraz bonów pieniężnych emitowanych na własny rachunek przez bank centralny. Poprzez ich sprzedawanie i kupowanie bank centralny wpływa na płynność i zdolności emisyjne banków komercyjnych, wysokość stóp procentowych oraz efektywność funkcjonowania rynku pieniężnego.
Operacje otwartego rynku są skutecznym instrumentem wykorzystywanym do regulowania podaży pieniądza. Charakteryzują się one elastycznością oraz łagodnym i płynnym oddziaływaniem na gospodarkę. Nie można ich jednak wykorzystywać do realizowania dwóch podstawowych celów polityki pieniężnej jednocześnie: do utrzymywania rynkowych stóp procentowych na ustabilizowanym poziomie i do dostosowania podaży pieniądza do potrzeb gospodarczych kraju. Realizacja jednego z nich odbywa się kosztem niemożności zrealizowania drugiego.

## Typy operacji otwartego rynku
Ze względu na cel podejmowania przez bank centralny działań ingerujących w stan płynności sektora bankowego wyróżnia się 3 typy operacji otwartego rynku: podstawowe, dostrajające oraz strukturalne.
- Podstawowe operacje otwartego rynku obejmują transakcje realizowane w celu osiągnięcia założeń polityki pieniężnej. Odbywają się one regularnie, a przy ich przeprowadzaniu wykorzystuje się krótkoterminowe papiery wartościowe, których rentowność wyznacza stopa referencyjna.
- Operacje dostrajające podejmowane są przez bank centralny w przypadku pojawienia się nieoczekiwanych zakłóceń w płynności sektora bankowego i niepożądanych z punktu widzenia polityki pieniężnej zmian wysokości rynkowych stóp procentowych.
- Operacje strukturalne służą wywoływaniu długoterminowych zmian w stanie płynności sektora bankowego.

Gdyby wystąpiła taka konieczność, bank centralny może przeprowadzić m.in. następujące operacje strukturalne: emisję obligacji, zakup oraz sprzedaż papierów wartościowych na rynku wtórnym.
Ze względu na charakter transakcji dokonywanych w ramach operacji otwartego rynku można podzielić je na:
- bezwarunkowe, charakteryzujące się większą prostotą i wykorzystywane do regulowania płynności w okresach dłuższych;
- warunkowe, za pomocą których bank centralny może wpływać na stan płynności systemu bankowego w przedziałach czasowych wyznaczonych przez okres, na jaki została zawarta transakcja. Mogą to być operacje warunkowego zakupu (repo) i warunkowej sprzedaży (reverse repo).

Jedną z form operacji otwartego rynku, mającą charakter nadzwyczajny, jest luzowanie ilościowe (ang. quantitative easing, QE).